# Spargania diversimedia
Spargania diversimedia là một loài bướm đêm trong họ Geometridae.